# Medaile za odvahu (SSSR)
Medaile za odvahu byla zřízena dne 17. října 1938 výnosem Prezidia Nejvyššího Sovětu SSSR. Ocenění přísluší příslušníkům Rudé Armády, pohraničních vojsk, vojenského námořnictva či vojsk NKVD za osobní statečnost projevenou v boji proti nepříteli při nasazení vlastního života a splnění podmínek nutných pro udělení. Do Velké vlastenecké války docházelo k předání v Kremlu Předsedou Prezidia Nejvyššího Sovětu SSSR. V době války bylo ocenění předáváno armádními veliteli po schvalovacím výnosu Prezidia Nejvyššího Sovětu SSSR.
Medaile je ze stříbra a má průměr 37 milimetrů. Na lícové straně jsou tři letící letadla a pod nimi vyražen na dvou řádcích nápis ЗА ОТВАГУ. Pod nápisem se nachází tank a pod ním nápis СССР. Všechna vyobrazení jsou vystouplá a zvýrazňuje je červená barva. Po obvodu je vystouplý lem. Na rubové straně se nachází u starších verzí (z let 1938-1947) vyražené číslo vyznamenání. Medaile je přichycena ke kolodce pomocí stříbrného kroužku. Existují dvě varianty kolodky. První je pravoúhlá stříbrná kolodka s hedvábnou stuhou o šířce 26 milimetrů. V druhém případě má kodotka pětiúhlý tvar a je potažená hedvábnou stuhou o šířce 24 milimetrů, přičemž stuha je lemovaná po stranách modrým proužkem o délce 2 milimetry.
Celkem bylo uděleno 4.569.893 kusů medaile. Udělování bylo ukončeno na počátku devadesátých let 20. století s rozpadem Sovětského svazu.